# Althütte
Althütte è un comune tedesco di 4 181 abitanti, situato nel land del Baden-Württemberg.